# 東宝不動産
東宝不動産株式会社（とうほうふどうさん、英: Toho Real Estate Co., Ltd.）は、かつて存在した阪急阪神東宝グループの不動産会社。東宝の子会社。
東宝ツインタワービルや帝劇ビル等の不動産管理、売買や仲介を業としていたが、2017年に親会社の東宝に吸収された。

## 沿革
- 1947年 - 太千電気工業株式会社を設立。
- 1947年 - 日本綜合建設工業株式会社に社名変更。
- 1955年 - 不動産業に業態転換。
- 1957年 - 千代田土地建物株式会社に社名変更。
- 1963年 - 旧東宝不動産株式会社を吸収合併し、現社名に変更。
- 1972年 - 東京証券取引所2部に上場。
- 1973年 - 東京証券取引所1部へ指定替え。
- 2013年 - 親会社の東宝が完全子会社化に向け株式公開買付けを実施[1]。約77％の株式を取得し[2]、いわゆる二段階買収の手続きにより完全子会社化[3]。
- 2017年3月1日 - 東宝に権利義務一切を承継し解散・消滅。